# Oxysychus pilosulus
Oxysychus pilosulus är en stekelart som först beskrevs av Thomson 1878.  Oxysychus pilosulus ingår i släktet Oxysychus och familjen puppglanssteklar. Arten är reproducerande i Sverige. Inga underarter finns listade i Catalogue of Life.